# Walace
Walace Souza Silva (Salvador, 4 april 1995) – alias Walace – is een Braziliaans voetballer die doorgaans als defensieve middenvelder speelt. Hij verruilde Hannover 96 in augustus 2019 voor Udinese. Walace debuteerde in 2016 in het Braziliaans voetbalelftal.

## Clubcarrière
Walace werd geboren in Salvador. Hij sloot zich in 2011 aan bij Avaí FC, dat hij twee jaar nadien verliet voor Grêmio. Op 27 augustus 2014 debuteerde de verdedigend ingestelde middenvelder voor Grêmio in de Braziliaanse Série A, in een thuiswedstrijd tegen Atlético Mineiro. Hij mocht de laatste acht minuten meespelen. Op 10 augustus 2014 kreeg Walace zijn eerste basisplaats van coach Luiz Felipe Scolari, uit tegen SC Internacional.

## Clubstatistieken
| Seizoen     | Club         | Competitie  | Competitie | Competitie | Beker | Beker | Internationaal | Internationaal | Totaal | Totaal |
| Seizoen     | Club         | Competitie  | Wed.       | Dlp.       | Wed.  | Dlp.  | Wed.           | Dlp.           | Wed.   | Dlp.   |
| ----------- | ------------ | ----------- | ---------- | ---------- | ----- | ----- | -------------- | -------------- | ------ | ------ |
| 2014        | Grêmio       | Série A     | 19         | 0          | 1     | 0     | 0              | 0              | 20     | 0      |
| 2015        | Grêmio       | Série A     | 34         | 0          | 8     | 0     | —              | —              | 42     | 0      |
| 2016        | Grêmio       | Série A     | 24         | 1          | 8     | 0     | 4              | 1              | 36     | 2      |
| Club totaal | Club totaal  | Club totaal | 77         | 1          | 17    | 0     | 4              | 1              | 98     | 2      |
| 2016/17     | Hamburger SV | Bundesliga  | 9          | 1          | 2     | 0     | —              | —              | 11     | 1      |
| 2017/18     | Hamburger SV | Bundesliga  | 18         | 1          | 1     | 0     | —              | —              | 19     | 1      |
| Club totaal | Club totaal  | Club totaal | 27         | 2          | 3     | 0     | 0              | 0              | 30     | 2      |
| 2018/19     | Hannover 96  | Bundesliga  | 26         | 1          | 2     | 0     | —              | —              | 28     | 1      |
| Club totaal | Club totaal  | Club totaal | 26         | 1          | 2     | 0     | 0              | 0              | 28     | 1      |
| 2019/20     | Udinese      | Serie A     | 2          | 0          | 0     | 0     | —              | —              | 2      | 0      |
| Club totaal | Club totaal  | Club totaal | 28         | 1          | 2     | 0     | 0              | 0              | 30     | 1      |

Bijgewerkt op 22 september 2019

## Interlandcarrière
Walace debuteerde op 9 juni 2016 in het Braziliaans voetbalelftal. Hij kwam toen in de 72e minuut in het veld als vervanger van Elias tijdens een met 7–1 gewonnen groepswedstrijd op de Copa América Centenario, tegen Haïti. Eerder maakte hij deel uit van de Braziliaanse ploeg die goud won op de Olympische Zomerspelen van 2016.

## Erelijst
| Olympisch kampioen | 1x | 2016 |